# Loxosomella vancouverensis
Loxosomella vancouverensis is een soort in de taxonomische indeling van de kelkwormen (Entoprocta). 
De worm behoort tot het geslacht Loxosomella en behoort tot de familie Loxosomatidae. De wetenschappelijke naam van de soort werd voor het eerst geldig gepubliceerd in 2012 door Rundell en Leander.

## Voorkomen
De soort is aangetroffen aan de westkust van Noord-Amerika.